# زیفن‌مورخن
زیفن‌مورخن (به هلندی: Zevenmorgen) یک منطقهٔ مسکونی در هلند است که در بورن واقع شده‌است.
نام این روستا به معنای «هفت بامداد» است.